# Antimo (nome)
Antimo  è un nome proprio di persona italiano maschile.

## Varianti
- Maschili
  - Alterati: Antimino[2]
- Femminili: Antima[2]
  - Alterati: Antimina[2]

### Varianti in altre lingue
- Bulgaro: Антим (Antim)
- Francese: Anthime
- Greco antico: Ἄνθιμος (Anthimos)[3]
- Latino: Anthimus[3]
- Polacco: Antym

## Origine e diffusione
Deriva dal nome greco Ἄνθιμος (Anthimos), passato in latino come Anthimus; è basato su ἄνθος (anthos), "fiore", e significa quindi "simile a un fiore", "fiorente". Dallo stesso termine derivano i nomi Antusa, Antea e Crisante.
È accentrato per più della metà in Campania dove è vivo il culto per il santo omonimo patrono di Sant'Antimo in provincia di Napoli. 

## Onomastico
L'onomastico si può festeggiare in memoria di più santi e beati, nei giorni seguenti:
- 6 febbraio, beato Antimo da Urbino, religioso[5]
- 24 aprile, sant'Antimo di Nicomedia, vescovo e martire a Nicomedia sotto Diocleziano[5]
- 11 maggio, sant'Antimo di Roma, sacerdote, martire con altri compagni lungo la via Salaria

## Persone

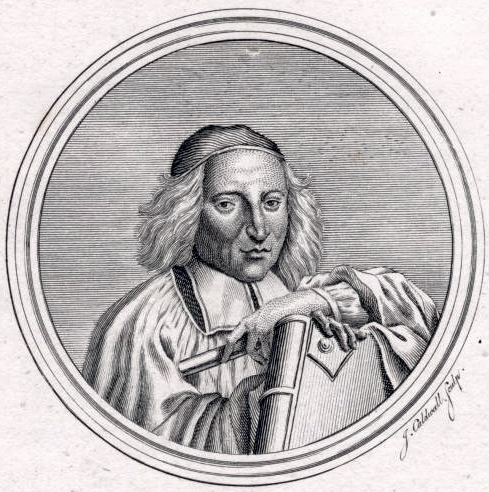
Antimo Liberati

- Antimo I di Costantinopoli, vescovo bizantino
- Antimo, medico bizantino, autore del De observatione ciborum
- Antimo di Napoli, duca di Napoli
- Antimo di Nicomedia, santo anatolico
- Antimo di Roma, presbitero e santo romano
- Antimo Cesaro, accademico e politico italiano
- Antimo Iunco, calciatore italiano
- Antimo Liberati, compositore, cantore e teorico italiano
- Antimo Negri, filosofo italiano
- Antimo Palano, fisico italiano

### Varianti
- Antim I, esarca bulgaro
- Anthime Dupont, attivista francese
- Anthimos Kapsīs, calciatore greco